# محمد بن أحمد السفاريني
شَمْسُ الدِّينِ أَبُو الْعَوْنِ مُحَمَّدُ بْنُ أَحْمَدَ بْنِ سَالِمِ بْنِ سُلَيْمَانَ السَّفَّارِينِيُّ النَّابُلُسِيُّ الدِّمَشْقِيُّ الْحَنْبَلِيُّ ويُعرف اختصارًا بـ السفاريني أو محمد بن أحمد السفاريني (1114 – 8 شوال 1188هـ / 1702 – 1774م) علامة وفقيه مسلم، ومحدّث حافظ مسنِد، وفقيه أصولي، وصوفي ومؤرخ، ولد في قرية سَفّارِين من قرى طولكرم بفلسطين، وهو أحد أعلام الحنابلة.

## مولده ونشأته
ولد الإمام العلامة محمد بن أحمد بن سالم بن سليمان السفاريني في قرية سفارين من قرى طولكرم عام 1114 هـ/ 1701م، ونشأ بها، ودرس القرآن، وتعد عائلته إحدى عائلات طولكرم.

## طلبه للعلم وشيوخه
درس وقرأ القرآن في فلسطين عام 1718م، واشتغل بالعلم قليلاً، ثم ارتحل إلى دمشق عام 1720م، حيث مكث هناك حوالي خمس سنوات، فقرأ بها على:
1. الشيخ عبد القادر التغلبي «دليل الطالب» للشيخ مرعي الكرمي من أوله إلى آخره قراءة تحقيق، و«الإقناع» للشيخ موسى الحجاوي، وحضره في الجامع الصغير السيوطي بين العشاءين وغيره، مما كان يقرأ عليه في سائر أنواع العلوم، وذاكره في عدة مباحث من شرحه على «الدليل»، فمنها ما رجع عنها ومنها ما لم يرجع لوجود الأصول التي نقلها منها، وكان يكرمه ويقدمه على غيره وأجازه بما في ضمن ثبته الذي خرجه له الشيخ «محمد بن عبد الرحمن الغزي» في سنة (خمس وثلاثين).
2. والشيخ "عبد الغني النابلسي "الأربعين النووية" و"ثلاثيات البخاري"، والإمام أحمد، وحضر دروساً في تفسير "القاضي" وتفسيره الذي صنفه في (علم التصوف)، وأجازه عموماً بسائر ما يجوز له وبمصنفاته كلها، وكتب له إجازة مطولة وذكر فيها مصنفاته.
3. والشيخ عبد الرحمن المجلد (ثلاثيات البخاري).[14]
4. والشيخ مصطفى بن يوسف الكرمي.[15][16]
5. والشيخ عبد الرحيم الكرمي.[16]
6. والشيخ مصطفى بن عبد الحق اللبدي.[16]

## مؤلفاته
ألف العلامة الشيخ السفاريني العديد من المؤلفات والشروح وذكر أنها نحو ثلاثين مؤلفاً منها:
1. غذاء الألباب في شرح منظومة الآداب، وهو شرح لمنظومة ابن عبد القوي المرداوي وهو الشرح المعتمد في المذهب، (مطبوع). فرغ منه 1154هـ.[18]
2. شرح ثلاثيات أحمد في مجلد ضخم، (مطبوع). واسمه نفثات صدر المكمد وقرة عين الأرمد لشرح ثلاثيات مسند الإمام أحمد[19]، وعليه تقريظ سنة 1174هـ للعلامة التافلاتي، وذكر السفاريني فيه مصادره ج1 ص39 من المطبوع المشار إليه.
3. شرح نونية الصرصري سماها (معارج الأنوار السنية في سيرة النبي المختار) في مجلدين، (مطبوع).
4. تحبير الوفا في سيرة المصطفى.
5. البحور الزاخرة في علوم الآخرة، (مطبوع). فرغ منه 1143هـ.[20]
6. كشف اللثام في شرح عمدة الأحكام، (مطبوع). فرغ منه 1167هـ.[21]
7. نتائج الأفكار في شرح حديث سيد الاستغفار، (مطبوع).
8. الجواب المحرر في الكشف عن حال الخضر والإسكندر.
9. عرف الزرنب في شأن السيدة زينب، (مطبوع).
10. القول العلي في شرح أثر أمير المؤمنين علي، (مطبوع). فرغ منه 1153هـ.[22]
11. نظم الخصائص الواقعة فيه أيضاً.
12. الدر المنظم في فضل شهر الله المحرم.
13. قرع السياط في قمع أهل اللواط، (مطبوع).
14. المنح الغرامية في شرح منظومة ابن فرح اللامية، (مطبوع).
15. التحقيق في بطلان التلفيق، (مطبوع).
16. لوائح الأنوار السنية ولواقح الأفكار السنية في شرح عقيدة أهل الآثار السلفية،[23] وهو في شرح منظومة الإمام أبي بكر بن أبي داود الحائية، (مطبوع). فرغ منه 1176هـ.[24]
17. تحفة النساك في فضل السواك، (مطبوع).
18. الدرة المضية في عقد أهل الفرقة المرضية،[25][26] وشرحها المسمى لوامع الأنوار البهية وسواطع الأسرار الأثرية لشرح الدرة المضية في عقد الفرقة المرضية،[27] للناظم، (مطبوع). فرغ من المتن 1173هـ.[28] وعدد أبيات المتن (210) بيت.[29]
19. تناضل العمال بشرح حديث فضائل الأعمال، (مطبوع).
20. الدرر المصنوعات في الأحاديث الموضوعات.
21. رسالة في بيان الثلاث والسبعين فرقة والكلام عنها.
22. اللمعة في فضائل الجمعة.
23. الأجوبة النجدية عن الأسئلة النجدية، (مطبوع).
24. الأجوبة الوهبية عن الأسئلة الزعبية، (مطبوع).
25. شرح على دليل الطالب، (لم يكمل).
26. تعزية اللبيب بأحب حبيب.
27. نظم الدر المنثور في الحكم والأمثال والمأثور في العقيدة.
28. فرق الإسلام.
29. الذخائر شرح الكبائر، (مطبوع).
30. الرد على من زعم أن العمل غير جائز بكتب الفقه،(مطبوع)

## وفاته
توفي في نابلس يوم الاثنين 8 شوال 1188 هـ ودفن بالمقبرة الزاركنية بها.